# Route 15 (Île-du-Prince-Édouard)
La Route 15 est une route secondaire du centre de l'Île-du-Prince-Édouard. Elle débute à la jonction avec la route 1 / route 2 à Charlottetown et se dirige vers le nord. Elle passe par l'Aéroport de Charlottetown et atteint Brackley Beach. Elle y forme un multiplex avec la route 6 sur 2,5 km (1,6 mi). Peu après, elle prend fin en devenant la Gulf Shore Parkway, dans le Parc national de l'Île-du-Prince-Édouard.
Jusque dans les années 1990, la route 15 débutait à l'intersection avec l'ancien tracé de la route 2 (St. Peters Road) à Charlottetown, 2 km (1,2 mi) au sud de son terminus sud actuel. Lorsque la Charlottetown Perimeter Highway a été construite, la route 2 y a été déplacée et la route 15 raccourcie.

## Intersections majeures
| Comté                                         | Ville                                    | km    | Destinations                                                                              | Notes                                                            |
| --------------------------------------------- | ---------------------------------------- | ----- | ----------------------------------------------------------------------------------------- | ---------------------------------------------------------------- |
| Queens                                        | Charlottetown                            | 0,00  | Route 1 / Route 2 (Perimeter Highway) – Borden-Carleton, Summerside, Wood Islands, Souris |                                                                  |
| Queens                                        | Charlottetown                            | 1,20  | Sherwood Road – Aéroport                                                                  | Carrefour giratoire                                              |
| Queens                                        | Brackley                                 | 2,40  | Route 221 nord (Union Road)                                                               | Terminus sud de la Route 221                                     |
| Queens                                        | Brackley                                 | 5,20  | Route 220 (Horne Cross Road)                                                              |                                                                  |
| Queens                                        | Harrington                               | 10,40 | Route 250 (Kentyre Road / Kilkenny Road)                                                  | Multiplex de 40 m (131 pi)                                       |
| Queens                                        | Brackley Point                           | 12,90 | Route 6 est (Black River Road) – Stanhope                                                 | Terminus sud du multiplex avec la Route 6                        |
| Queens                                        | Brackley Beach                           | 15,40 | Route 6 ouest Portage Road) – Oyster Bed Bridge, North Rustico                            | Terminus nord du multiplex avec la Route 6                       |
| Queens                                        | Parc national de l'Île-du-Prince-Édouard | 18,20 | Gulf Shore Parkway                                                                        | La route continue comme Gulf Shore Parkway dans le Parc national |
| - Terminus de multiplex - Transition de route |                                          |       |                                                                                           |                                                                  |